# Amblypsilopus variipes
Amblypsilopus variipes är en tvåvingeart som först beskrevs av Frey 1925.  Amblypsilopus variipes ingår i släktet Amblypsilopus och familjen styltflugor. Inga underarter finns listade i Catalogue of Life.